# Clifton Mayne
 Clifton Mayne est un ancien joueur américain de tennis, né le 12 septembre 1933 à Berkeley et mort à Orinda le 3 juillet 2014.

## Carrière
Quart de finale à l'US Open en 1957 perdu contre Sven Davidson.
Depuis l'ère open, sur les principaux circuits (ATP/WCT/ITF) il a joué à San Francisco 1971/1972 et à Albany en 1972

## Palmarès
Titré en double en 1960 au tournoi de San José avec Hugh Ditzler.